# Ordem Internacional do Arco-Íris para Meninas
A Ordem Internacional do Arco-Íris para Meninas é uma Ordem Paramaçônica dedicada à edificação do caráter das adolescentes com idade entre 11 e 21 anos, com ou sem parentesco maçônico. Podem fazer parte meninas filhas de maçons ou não, necessitando apenas serem indicadas por um maçom ou de uma Menina Arco-Íris.

## História
A Ordem Internacional do Arco-Íris para Meninas surgiu em 1922, época em que o mundo sofria fortes conseqüências pós 1ª Guerra Mundial. Muitos pais e irmãos que saíram para lutar não voltaram. Então percebeu a necessidade de haver algo para orientar e amparar as meninas.
Quando o maçom reverendo William Mark Sexsom, foi convidado a fazer um discurso ao Capítulo Nº 149 da Ordem da Estrela do Oriente, sugeriu a criação de Ordem, similar à Ordem DeMolay, para as meninas.
A primeira Cerimônia de Iniciação foi realizada por um grupo de 171 meninas, no dia 6 de abril de 1922, no auditório do Templo do Rito Escocês em McAlester. O nome original era "Ordem do Arco-Íris".

## No Brasil
No Brasil, as primeiras notícias sobre a Ordem Internacional do Arco-Íris para Meninas foram trazidas pelo Mestre Maçom José Rodrigues Filho (Patrono do Arco-íris no Brasil), que teve suas aspirações apoiadas pelo também Mestre Maçom João Chiarelli Salgado, grau 33°, sua esposa Mára Drummond Salgado e mais um grupo de maçons da Loja Maçônica Acácia do Oeste I nº 44 de Cascavel, Paraná. No dia 16 de maio de 1992, foi fundada a primeira Assembleia do Brasil, a Assembleia Caminho de Luz I, na cidade Cascavel, Paraná. O maçom João Chiarelli Salgado foi nomeado pela Suprema Assembleia o Supremo Deputado da Ordem do Arco-íris para o Brasil, sendo o primeiro a exercer este cargo em toda a América Latina.

## Localizações
A Ordem Internacional do Arco-íris tem Assembleias em 47 estados dos Estados Unidos, bem como em vários outros países. Os estados que atualmente não têm Assembleias são Delaware, Utah e Wyoming. (Dakota do Sul instituiu a sua primeira Assembleia em 2006.)
Os países fora dos Estados Unidos, que têm Assembleias são Aruba, Austrália (em Queensland, Nova Gales do Sul e Austrália do Sul), Bolívia, Brasil (nas Jurisdições do Paraná, São Paulo, Espírito Santo, Tocantins e Maranhão e Pará), Canadá (em Ontário e Nova Brunswick), Filipinas, Itália, México e Romênia.

## Objetivos da Ordem Arco-íris
A Ordem Internacional do Arco-íris para Meninas é uma organização que se propõe à edificação do caráter das adolescentes através dos preceitos: